# Kevin Vann

Bischofswappen von Kevin William Vann

Kevin William Vann (* 10. Mai 1951 in Springfield, Illinois, USA) ist Bischof von Orange in California.

## Leben
Kevin Vann wurde in Springfield, Illinois, als ältestes von sechs Kindern geboren. In seiner Geburtsstadt ging er auf die Grundschule und die Highschool. Nach seinem Schulabschluss besuchte Vann das katholische Springfield College und erwarb an der Millikin University in Decatur, Illinois, einen Abschluss in Medizintechnik. Nach drei Jahren als Medizintechniker trat er im Jahr 1976 in das Priesterseminar ein. Vann lebte ein Jahr im Immaculate Conception Diocesan Seminary in seiner Heimatstadt und vier Jahre im Kenrick Seminary in St. Louis, Missouri.
Der Bischof von Springfield in Illinois, Joseph Alphonse McNicholas, weihte ihn am 30. Mai 1981 zum Priester.
Nach der Priesterweihe studierte Vann an der Päpstlichen Universität Heiliger Thomas von Aquin in Rom Kanonisches Recht. Während dieser Zeit lebte er im Päpstlichen Nordamerika-Kolleg.
Im Bistum Springfield wirkte Vann in der folgenden Zeit zusätzlich zu seiner Tätigkeit als Gemeindepastor auch im Kirchengericht und Appellationsgericht der Diözese. Außerdem lehrte er Kanonisches Recht am Kenrick Seminary.
Papst Benedikt XVI. ernannte ihn am 17. Mai 2005 zum Koadjutorbischof von Fort Worth. Die Bischofsweihe spendete ihm der Erzbischof von San Antonio, José Horacio Gómez, am 13. Juli desselben Jahres; Mitkonsekratoren waren der Erzbischof von Saint Louis, Raymond Leo Burke, sowie George Joseph Lucas, Bischof von Springfield in Illinois. Die Feier fand im Daniel-Meyer Coliseum, einer Basketballarena auf dem Gelände der Texas Christian University in Fort Worth, statt. Nach dem Tod Joseph Patrick Delaneys folgte Vann diesem am 12. Juli 2005 im Amt des Bischofs von Fort Worth nach.
Am 21. September 2012 ernannte ihn Benedikt XVI. zum Bischof von Orange in California. Die feierliche Amtseinführung (Inthronisation) fand am 10. Dezember desselben Jahres statt.
Sein Wahlspruch lautet In fide et dilectione in Christo Iesu („Im Glauben und in der Liebe in Christus Jesus“) und entstammt dem Zweiten Brief des Apostels Paulus an Timotheus (2 Tim 1,13-14 ).
Er ist Großoffizier des Ritterordens vom Heiligen Grab zu Jerusalem.